# Breidbart Index
Il Breidbart Index (o Indice di Breidbart), sviluppato da Seth Breidbart, è l'indice di cancellazione più utilizzato nelle Usenet.
Un indice di cancellazione misura la frequenza di diffusione di articoli sostanzialmente identici. Se l'indice supera una determinata soglia, gli articoli sono considerati spam e possono essere rimossi mediante software di terze parti.